# Загорулько Дмитро Сергійович
Дмитро́ Сергі́йович Загору́лько (нар. 1915 — пом. 1944) — радянський військовик часів Другої світової війни, командир саперної роти 41-го окремого саперного батальйону 77-ї стрілецької дивізії 51-ї армії), старший лейтенант. Герой Радянського Союзу (1945).

## Життєпис
Народився 12 грудня 1915 року в селі Мерло, нині Богодухівського району Харківської області, в селянській родині. Українець. Здобув неповну середню освіту. Працював рахівником у колгоспі. Закінчив Харківський шляхобудівний технікум. Працював на паровозобудівному заводі.
До лав РСЧА призваний у 1937 році. Закінчив школу молодших командирів і курси політпрацівників. Учасник радянсько-фінської війни 1939—1940 років. Член ВКП(б) з 1940 року.
Учасник Німецько-радянської війни з червня 1941 року. Воював на Західному, Північно-Кавказькому, Південному і 4-му Українському фронтах.
Особливо командир саперної роти 41-го окремого саперного батальйону 77-ї стрілецької дивізії старший лейтенант Д. С. Загорулько відзначився під час визволення міста Севастополя (Крим). 7 травня 1944 року при штурмі частинами дивізії сильно укріпленої оборони супротивника в районі Сапун-гори, саперна рота під командуванням старшого лейтенанта Д. С. Загорулько отримала бойове завдання з інженерного забезпечення просування і закріплення на рубежі 105-го стрілецького полку. З метою швидшого виконання поставленого завдання, старший лейтенант Д. С. Загорулько розбив роту на кілька штурмових груп, які під масованим вогнем супротивника провели заходи з розгородження і деблокування в системі ворожої оборони. Було знешкоджено 480 мін, прокладено 15 проходів у дротових загородженнях, підірвано 2 ДОТи ворога й усунуто пошкодження на шляхах для проходження артилерії. Після цього старший лейтенант Д. С. Загорулько, з власної ініціативи, вогнем зі стрілецької зброї прикривав просування вперед штурмових груп полку, знищивши при цьому до роти піхоти супротивника, 3 великокаліберних, 4 станкових і 5 ручних кулеметів. Завдяки цьому підрозділи полку успішно зійшли на гребінь Сапун-гори.
9 травня 1944 року саперна рота під командуванням старшого лейтенанта Д. С. Загорулька отримала бойове завдання з інженерного забезпечення наступу частин дивізії в районі Корабельної Слободи. Старший лейтенант Д. С. Загорулько, усуваючи на своєму шляху інженерні перешкоди, першим увірвався в Корабельну Слободу й особисто встановив Червоний прапор. Загинув у вуличному бою на західній околиці слободи.

## Нагороди
Указом Президії Верховної Ради СРСР від 24 березня 1945 року «за зразкове виконання бойових завдань командування на фронті боротьби з німецькими загарбниками та виявлені при цьому відвагу і героїзм», старшому лейтенантові Загорульку Дмитру Сергійовичу присвоєне звання Героя Радянського Союзу (посмертно).
Також нагороджений орденами Леніна (24.03.1945) і Червоної Зірки (29.04.1944).

## Пам'ять
Ім'ям Дмитра Загорулька названо вулиці в українських містах Севастополі й Богодухові.